# Attaque de Tazalit
Guerre du Sahel
Batailles
- Tlemss
- 1re Tilwa
- Tabankort
- Ouraren
- Adrar Bouss
- Agadez et Arlit
- Tchibarakaten
- Mangaïzé
- Tazalit
- 1re Bani Bangou
- 2e Tilwa
- Wanzarbé
- Abala
- Midal
- 1re Tongo Tongo
- 1re Ayorou
- 2e Tongo-Tongo
- Baley Beri
- 1re Inates
- 2e Inates
- Sanam
- Chinégodar
- 2e Ayorou
- 2e Bani Bangou
- Taroun
- Torodi
- Adabda
- Intagamey
- Koutougou
- Tabatol
- Takanamat
- Teguey
- Chatoumane

L'attaque de Tazalit a lieu le 6 octobre 2016 pendant la guerre du Sahel.

## Déroulement
Selon le gouvernement du Niger, l'attaque est effectuée par des groupes djihadistes venus du Mali. Le raid est mené par 30  à   40 hommes à bord de quatre véhicules et une moto,,,.
Le 6 octobre 2016, Tazalit, un camp accueillant 4 000 réfugiés maliens, situé à 35 kilomètres à l'ouest de Tassara, est assailli à 14h22 par des djihadistes. L'attaque est très rapide, les pick-up des assaillants foncent droit sur la petite caserne militaire, les djihadistes mitraillent ensuite les soldats qui s'étaient rassemblés pour déjeuner. Ces derniers sont totalement pris par surprise et fauchés par les balles avant de pouvoir riposter. Ils sont ensuite achevés d'une balle dans la tête,,,,.
Les assaillants restent ensuite maîtres des lieux pendant deux heures. Ils pillent les magasins de vivres, les produits pharmaceutiques, les armes des soldats et incendient une ambulance, puis ils se retirent en emportant un véhicule de l'armée, un autre du HCR et une ambulance,. Ils repartent vers le nord-ouest, en direction du Mali,.

## Les pertes
Selon le Premier ministre nigérien Brigi Rafini, un responsable des services de sécurité nigériens et le Haut Commissariat des Nations unies pour les réfugiés, qui dispose de personnel sur place, l'attaque fait 22 morts ; quatorze gardes nationaux, cinq gendarmes et trois soldats. Cinq militaires sont également blessés et seulement deux ou trois hommes sont parvenus à s'échapper. Un civil est également blessé,,,,.
Il s'agit alors de la plus lourde attaque commise par des djihadistes dans les régions du nord du Niger. Un deuil national de deux jours est décrété le soir du 7 octobre par la présidence nigérienne.

## Enquête
L'attaque n'est pas revendiquée, mais Al-Qaïda au Maghreb islamique est le principal suspect,. Des soupçons se portent également sur le groupe d'Adnane Abou Walid Al-Sahraoui, rallié à l'État islamique. Selon des témoins, les assaillants seraient des Touaregs,.
Le 7 octobre, le ministre nigérien de la Défense laisse cependant entendre que le Haut conseil pour l'unité de l'Azawad (HCUA) aurait participé au combat. Le 8 octobre, la Coordination des mouvements de l'Azawad (CMA), dont est membre le HCUA, nie toute implication dans l'attaque.
L'enquête mise en place par les autorités nigériennes pointe rapidement des éléments maliens et font état de complicités parmi les réfugiés. Quelques semaines après l'attaque, Mathieu Olivier, journaliste de Jeune Afrique, rapporte que « les dernières informations recueillies suggèrent que les éléments ayant pris d’assaut le camp le 6 octobre dernier appartiendraient à des communautés proches des groupes armés de la région de Kidal, notamment le Gatia, selon une source locale ». Les assaillants disposeraient d'une base à Ilamawan, à 60 kilomètres à l'ouest de la ville de Midal, dans la région de Tahoua, au Niger.